# Исмаил-паша
Исмаи́л-паша́ (араб. إسماعيل باشا‎; 31 декабря 1830 — 2 марта 1895) — правитель Египта в 1863—1879 годах (до 1867 — паша, затем хедив). Третий сын Ибрагима-паши.
Расширил автономию Египта, который считался частью Османской империи. Проводил реформы, объективно способствовавшие капиталистическому развитию и эффективной модернизации страны.

## Биография
Исмаил, как и его предшественник Мухаммед Саид-паша, получил образование во Франции, был западным до мозга костей и мечтал сделать Египет «частью Европы».
В январе 1863 года после смерти паши Мухаммеда Саида Исмаил-паша стал новым правителем Египта. Политика реформ, начатая его предшественником, претерпела при нем некоторую корректировку. В частности, были изменены условия договора с компанией Суэцкого канала. Исмаил-паша считал, что её привилегии чрезмерны и обременительны для Египта. К тому же практиковавшиеся на стройке средневековые методы эксплуатации вызывали озлобление египетских крестьян и были чреваты народными возмущениями. В январе 1863 года новый паша издал фирман о запрещении принудительного труда на строительстве канала. Земельные владения компании были ограничены двухсотметровой зоной по обе стороны от русла канала. За пересмотр этих и некоторых других условий договора Исмаилу пришлось заплатить компании неустойку в размере 84 млн франков. Строительство Суэцкого канала было окончено в 1869 году и в ноябре состоялось его торжественное открытие. К открытию канала в Каире был построен один из первых в Египте (и на Африканском континенте вообще) публичный оперный театр, к открытию которого композитору Верди была заказана опера «Аида»; переоборудован Булакский музей древностей.
Исмаил-паша выделял большие средства на народное образование и культуру. При Исмаиле было открыто более четырёх с половиной тысяч школ, в том числе школы для девочек. В 1873 году была открыта высшая школа «Дар аль-улум би-ль-мадарис» («Учебный дом наук»), в которой, кроме богословских наук, преподавались и светские науки. В 1870 году основана Национальная библиотека, получившая название хедивской.
Чтобы подчеркнуть свою независимость, Исмаил в июне 1867 года отказался от звания паши и принял наследственный титул хедива, одновременно он получил от османского султана право заключать с иностранными державами торговые договоры и другие соглашения, не имевшие политического характера. В 1873 году ему было дано официальное право производить самостоятельные внешние займы.
В 1866 году созвал первое представительное учреждение — зародыш парламента — Совещательное собрание депутатов (Маглис шура ан-нувваб). Для реализации своих планов прибегал к займам у европейских держав. Займы эти были использованы достаточно эффективно — при их помощи были, например, построены более тысячи километров железных дорог, несколько тысяч километров телеграфных линий, более десяти мостов через Нил, десятки новых ирригационных систем. Однако Исмаил допустил один крупный финансовый просчёт — он в своих расчётах исходил из очень высокой цены на главную экспортную культуру Египта того времени, хлопок, существовавшей в первые годы его правления из-за войны между Севером и Югом в США. Но окончание этой войны привело к обвальному падению цен на хлопок. Исмаил пытался решить возникшие проблемы при помощи новых займов, что привело в конечном счёте к суверенному дефолту, который также был связан и с неудачами в войне с Эфиопией.
25 ноября 1875 года Исмаил-паша продал Великобритании свои 46 % акций компании Суэцкого канала, остальными владели французы. Но не помогло и это. Контроль над Египтом установили британцы, которые, впрочем, по сути своей достаточно эффективно продолжили дальнейшую модернизацию Египта.
В мае 1876 года была создана международная комиссия хедивского долга (ведущую роль в ней играли англичане), под контроль которой перешли налоговые поступления с четырёх богатейших провинций Дельты, таможенные табачные акцизы. Расходы дворца были ограничены цивильным листом, а личные поместья Исмаила были переданы лондонскому банкиру Лайонелу Ротшильду под гарантию нового займа.
В августе 1878 года под давлением кредиторов Исмаил должен был включить в правительство нескольких европейских чиновников, которые таким образом получили возможность не только надзирать за финансами, но и управлять страной (это правительство получило в истории наименование «европейского кабинета»). В марте 1879 года правительство представило Исмаилу план «финансовой стабилизации». Кроме значительного повышения поземельного налога он предусматривал аннулирование внутренних займов, которые объявлялись налогами и не подлежали возврату. Эти меры вызвали волну возмущения в стране, и 7 апреля Исмаил отправил «европейский кабинет» в отставку.
Взамен был назначен новый кабинет «из подлинно египетских элементов», во главе с Шерифом (при этом было объявлено, что отныне правительство будет ответственно не перед хедивом, а перед Представительской палатой). Ответ кредиторов был жёсткий — европейские державы потребовали, чтобы Исмаил отрекся от престола. Под их давлением османский султан Абдул-Хамид II низложил Исмаила и передал престол его старшему сыну Тевфику. 30 июня 1879 года Исмаил покинул Египет и удалился в Италию. Умер в Стамбуле — по некоторым данным, пытаясь выпить в один глоток две бутылки шампанского.